# 文武王
文武王（ぶんぶおう、626年 - 681年7月24日）は、新羅の第30代の王（在位：661年 - 681年）。姓は金、諱は法敏。
先代の武烈王の長子であり、母は角干（1等官）の金舒玄の娘（金庾信の妹）の文明夫人。王妃は波珍飡（4等官）の金善品（真智王の弟の金仇輪の子）の娘の慈儀王后。
在位中に高句麗を滅ぼし、また唐の勢力を朝鮮半島から駆逐して、半島の統一を果たした。

## 即位以前
武烈王として即位する前の父・金春秋が唐と新羅との緊密な関係（唐・新羅の同盟）を築いて帰国した後、649年の百済との局地戦の戦勝報告と、真徳女王が唐の威光を称えて作った五言太平頌を献上することとを任務として、金法敏は650年6月に唐を訪れた。高宗はこのことを大変に喜び、金法敏は太府卿の職を授かって帰国した。帰国して後に父が武烈王として即位すると、654年に波珍飡（4等官）の位で兵部令（長官）となり、次いで太子に立てられた。
660年7月の対百済戦役では、金庾信らとともに5万の兵を率いて左武衛大将軍蘇定方の指揮する唐軍に合流して戦って大功をあげた。その後も百済の残存勢力は各地で反乱したが、10月には金法敏らの諸軍が尓礼城（忠清南道扶余郡の青馬山城）を陥落させて、残りの20余城の百済軍もすべて降伏し、百済旧地はいったん平定された。

## 治世

### 統一戦争
翌661年の高句麗戦中に父が死去したために帰国して王位に就く。
663年5月からは百済の旧将の鬼室福信らが王族の扶余豊璋を迎えて百済復興の大規模な反乱を起こし、百済・倭国の連合と唐・新羅の連合との間に白村江の戦いが行なわれたが、この戦いにおいて倭国の水軍を壊滅させ、百済の再興の望みを断ち切ることになった。666年4月には唐に対して高句麗討伐の出兵を求め、唐は李勣を遼東道行軍大摠管に任命して高句麗への攻撃が開始された。668年になって新羅も唐軍に合流して平壌の長安城を攻め、同年9月21日に高句麗を滅ぼすことに成功した。これらの戦いを通じて戦功の著しかった金庾信を遇するために、それまでの最高官位である大角干の上に太大角干の位を設けて与え、すべての貴族に官位一等の昇進を賜った。しかし個々の恩賞は新羅の軍事力の中核であった中央貴族の私兵層へは与えられず、活躍した地方豪族や百済・高句麗から投降した官・将を積極的に取り立て、王の直接の支配の及ぶ軍事力の育成に努めたのは、武烈王の論功行賞に倣ったものであり、新羅の王権の拡大に寄与することとなった。

### 唐への対抗
百済・高句麗を滅ぼした後に直ちに半島統一ができたわけではなく、先立って663年4月には新羅もまた鶏林州都督府とされ文武王自身も鶏林州大都督に任じられていたように、唐は百済の故地に熊津都督府を、高句麗の故地には安東都護府を設置し、それぞれの遺臣を用いて統治させるという羈縻政策を用いようとした。こうした唐の姿勢に対抗しようとして、高句麗の宝蔵王の庶子である安勝が残存勢力とともに新羅に亡命してきたのを利用し、金馬渚（全羅北道益山市）に住まわせて670年8月に高句麗王として封じた。新羅の送使が随行する形でこの高句麗をして倭国へ朝貢させ、さらに674年9月には安勝を報徳王として再封し、旧高句麗に対する新羅の宗主権を誇示した。
安勝を高句麗王に封じたことで唐からは叱責されたが、新羅は却って旧百済領域の支配をめぐって唐との対抗姿勢を明確にし、671年には泗沘の占領と所夫里州の設置を初めとして、次々に旧百済領域を奪取していった（唐・新羅戦争）。このために674年1月には唐の高宗からは官爵を削られ、宿衛として留まっていた王弟の金仁問を新羅王に代えようとするとともに、劉仁軌らが新羅討伐に出兵することとなった。文武王は675年2月に謝罪使を派遣して一時的和平を現出したが、その後も小規模な戦闘を繰り返し、676年11月には白江河口部の伎伐浦（忠清北道舒川郡長項）で唐軍に大打撃を与え、ついに唐の新羅征討と半島支配とをあきらめさせた。唐は熊津都督府・安東都護府を遼東地方に引き上げ、朝鮮半島から唐の勢力は排除されることとなった。
古くからの新羅の勢力だけでは唐への対抗が難しいことに気付いた文武王は、百済・高句麗両国の遺民を取り込んで新羅の身分制度を再編することにも努めた。旧来の新羅の身分制度は首都金城（慶州市）を中心とする京位と、地方豪族を序列化する外位との二本立てであったが、674年には外位を廃止して京位に一本化した。その前年（673年）には百済から帰属してきたものを新羅の官制に取り込んだが、百済での官制の序列に従って新羅官制の序列に組み入れ、両者の連続性を継承させようとした。また、高句麗移民に対しては安勝を保護して高句麗王、次いで報徳王として新羅の配下に冊封していたが、680年には文武王の妹を安勝に降嫁させて新羅・高句麗の王家の結合を図り、旧の三国が一体となるように努めた。

### 内政の整備
中央官庁の整理について、667年には立法を司る理法府を増設し、左右理法府とした。678年には左右理法府にそれぞれ1名の卿（次官）を増員配置し、また同年に兵部の管轄下にあった船舶管理を船府として独立させ、令（長官）を配置した。
百済・高句麗の故地を直接統治していくことについて、百済の旧都泗沘に所夫里州（州治は現在の忠清南道扶余郡）を置いたように、百済の南西部には発羅州（州治は現在の全羅南道羅州市）を置いた。また、678年には高句麗の平原城跡に北原小京（江原道原州市）を、680年には加耶郡に金官小京（慶尚南道金海市）を置いて地方統治の拠点とし、あわせて王都金城の文化の普及に努めた。6世紀に既に設置されていた州・小京とともに、新羅の地方統治の九州五小京の完成まであとわずかとなった。

### 文化
文武王の時代には王都金城の作りが改められてもいる。674年2月に宮城である半月城付近に月池（後に雁鴨池と呼ばれる）を造営し、また679年には王宮の修築を行ない、この地に東宮（臨海殿）を建てた。王城内には四天王寺（慶州市仁旺洞狼山）を建立させたほか、王城を離れた周辺地域への寺院建立も進め、676年には高僧の義湘に浮石寺を創建させている。

## 死去
在位21年にして681年7月1日に死去し、文武王と諡された。王自身のかねてからの遺詔によって、新羅では初めて火葬された王となり、骨壷は日本海の浜辺の大石の上に葬られた。有名な海中王陵である。俗伝では王は護国の大龍に化身したといい、この大石を大王岩といった。また、王のためにその地には感恩寺（慶尚北道慶州市陽北面）が建てられた。感恩寺に伝わる書物には、文武王が倭兵を鎮圧するためにこの寺を建てようとしたが完成する前に亡くなっており、同寺は神文王の2年（682年）に完成したという。
神文王の7年（687年）に新羅の祖廟の祭祀として、神文王にとっては父の文武王、祖父武烈王、曽祖父文興葛文王（金龍春）、高祖父真平王、及び太祖大王（金氏王統の始祖である13代味鄒尼師今）の五廟の制度が整備された。第36代の恵恭王の時代には、五廟の対象を恵恭王の父景徳王・祖父聖徳王、文武王、武烈王、味鄒尼師今としており、文武王は武烈王・味鄒尼師今とともに代々不変の宗として特別な位置づけとされた。

## 文武王陵碑
682年に、慶州四天王寺に文武王の業績を称えた文武王陵碑が建立されているが、文武王は匈奴の末裔と記録されている。